# Eyüp Can
Eyüp Can   (Konya, 3 d'agost de 1964) és un boxejador turc, guanyador d'una medalla olímpica.
El 1984 va prendre part en els Jocs Olímpics d'Estiu de Los Angeles, on va guanyar la medalla de bronze en la categoria del pes mosca del programa de boxa. En el seu palmarès també destaca una medalla de bronze en el Campionat del Món de boxa amateur de 1986.
Entre el 1986 i el 1992 fou professional, amb un balanç final de 16 combats disputats, dels quals en guanyà 15 i en va perdre un.